# 代纳堡
代纳堡（法語：Labastide-Dénat，法語發音：[labastid dena]）是法国大東部大區塔恩省的一个旧市镇，属于阿尔比区。2017年，代纳堡并入市镇皮古宗。

## 地理
代纳堡（43°52'2"N, 2°11'30"E）面积7.43 平方千米，位于法国奧克西塔尼大區塔恩省，该省份为法国南部内陆省份，北起顺时针与阿韦龙省、埃罗省、奥德省、上加龙省和塔恩-加龙省接壤。
与代纳堡接壤的市镇（或旧市镇、城区）包括：代纳、弗雷热罗勒、拉米拉里耶、皮古宗。

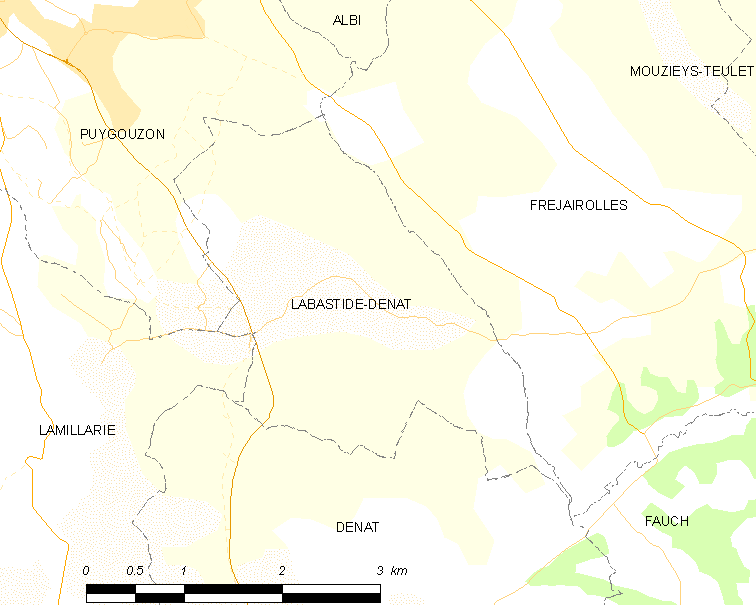
代纳堡的OSM定位图

代纳堡的时区为UTC+01:00、UTC+02:00（夏令时）。

## 行政
代纳堡的邮政编码为81120，INSEE市镇编码为81113。

## 政治
代纳堡所属的省级选区为圣瑞埃里县。

## 人口

1962-2008年间代纳堡人口变化图示

代纳堡于2018年1月1日时的人口数量为419人。